# Harschbach
Harschbach là một đô thị ở huyện Neuwied, bang Rheinland-Pfalz, nước Đức. Đô thị Harschbach có diện tích 2,18 km².